# Germà (consogre de Maurici)
Germà  (Germanus, vers 650-605) fou un patrici romà d'Orient, que podria ser el fill del patrici Germà.
Va emparentar amb l'emperador Maurici quan la seva filla es va casar amb Teodosi, fill d'aquest emperador, el 602.
Durant la revolta que va posar fi al regnat i la vida de Maurici, el mateix 602, Teodosi i Germà eren absents de la capital en una cacera i van rebre notícies de la revolta dirigida per Flavi Focas que els oferia la corona a qualsevol dels dos.
Van retornar ràpidament i Maurici va acusar Germà de conspirar contra ell. Germà alarmat es va refugiar en una església; l'emperador va enviar tropes per agafar-lo però la resistència dels seus servidors li va permetre escapar. Maurici llavors va acusar Teodosi d'ajudar el seu sogre a escapar; Germà estava a punt d'entregar-se però els descontents de la ciutat no li van permetre i en previsió de la caiguda de Maurici van maniobrar perquè obtingués de la corona.
Mentre les forces de Focas s'acostaven a la capital Germà i altres van anar a trobar-lo. Focas li va oferir la corona que Germà va declinar. Focas va esdevenir emperador i en previsió de qualsevol acte de Germà, el va obligar a fer-se monjo (603) i finalment el va fer matar el 605 o 606 juntament amb la seva filla.